# Devhara
Devhara è una suddivisione dell'India, classificata come census town, di 10.827 abitanti, situata nel distretto di Shahdol, nello stato federato del Madhya Pradesh. In base al numero di abitanti la città rientra nella classe IV (da 10.000 a 19.999 persone).

## Geografia fisica
La città è situata a 23° 09' 60 N e 81° 34' 33 E.

## Società

### Evoluzione demografica
Al censimento del 2001 la popolazione di Devhara assommava a 10.827 persone, delle quali 5.800 maschi e 5.027 femmine. I bambini di età inferiore o uguale ai sei anni assommavano a 1.370, dei quali 734 maschi e 636 femmine. Infine, coloro che erano in grado di saper almeno leggere e scrivere erano 7.377, dei quali 4.417 maschi e 2.960 femmine.